# Diözesanbibliothek Rottenburg
Die Diözesanbibliothek Rottenburg wurde 1916 auf Anregung von Domkapitular Friedrich Laun als wissenschaftliche Spezialbibliothek gegründet und umfasst 300.000 Bände, die für jedermann nutzbar ist. Darunter finden sich 116 Inkunabeln und 30.000 Titel, die vor 1800 erschienen sind. Auch Teile der Klosterbibliothek blieben hier erhalten. Darüber hinaus betreut die Bibliothek die Bestände der Landkapitelsbibliotheken in den Dekanaten des Bistums mit weiteren 150.000 Bänden.
Seit 2006 steht auch die Bibliothek des Wilhelmsstifts unter der Obhut der Diözesanbibliothek.